# Polynesia aeriferata
Polynesia aeriferata là một loài bướm đêm trong họ Geometridae.